# Iskander Mirza
Syed Iskander Ali Mirza (Urdu: اسکندر مرزا), também conhecido como Iskander Mirza (Murshidabad, Raj Britânico, 13 de novembro de 1899 - Londres, 12 de novembro de 1969) foi o último Governador-Geral do Domínio do Paquistão (6 de outubro de 1955 a 23 de março de 1956) e o primeiro presidente da República Islâmica do Paquistão, entre 23 de março de 1956 e 27 de outubro de 1958.